# Nusa (Lhonga)
Nusa is een bestuurslaag in het regentschap Aceh Besar van de provincie Atjeh, Indonesië. Nusa telt 1106 inwoners (volkstelling 2010).